# Georg Schmidt (Genealoge)
Georg Schmidt (* 22. März 1838 in Halle (Saale); † 6. November 1920 ebenda) war ein deutscher Theologe und Genealoge.

## Leben
Georg Schmidt war der Sohn von Maximilian Friedrich Christian Schmidt und Cölestine, geborene Constantin.
Er besuchte das Pädagogium in Halle und beschäftigte sich seit seiner Jugend mit der Geschichte. Nach dem Abitur studierte er Theologie und promovierte zum Dr. phil. 1867 wurde er Kaplan. 1868 erhielt er seine erste Pastorenstelle in Vetschau. Den Deutsch-Französischen-Krieg 1870/71 machte er als Lazarettprediger von Pont-à-Mousson mit. 1871 wurde er Archidiakon in Luckau und 1875 Pastor in Schollene. Nach fünf Jahren wurde er 1880 nach Leuna versetzt. Ab 1891 versah er das Pastorat in Sachsenburg. 1903 wurde er pensioniert und zog nach Halle zurück, wo er auch starb.
Er forschte und veröffentlichte seit 1888 zum mittel- und norddeutschen Adel, hauptsächlich in Sachsen, der Provinz Sachsen und in der Mark Brandenburg und stand dabei mit vielen Adelsfamilien in Verbindung. In deren Auftrag schuf er viele Familienchroniken, die fundierte Geschichten von Familien darstellten.
Zum Lebensende war er Ehrenmitglied der Oberlausitzischen Gesellschaften der Wissenschaften, Auswärtiges Mitglied der Königlichen Akademie der gemeinnützigen Wissenschaften zu Erfurt, Ehrenmitglied des Vereins Herold in Berlin, Vorsitzender des Sächsisch-Thüringischen Geschichtsvereins zu Halle sowie Mitglied der Historischen Kommission für Sachsen und Anhalt.

## Werke
- Die Familie von dem Borne mit den namensverwandten Geschlechtern, Merseburg 1887. Digitalisat, 1889 Digitalisat
- Die Familie von Zabeltitz, Zobeltitz, 1888
- Die Familie von Dechen, 1889
- Die Familie von Klitzing, Bd. 1, Charlottenburg 1891
- Geschichte der Familie von Wuthenow, mit Wappen-, Stamm- und Ahnentafeln, Groß Paschleben 1893
- Burgscheidungen, als Manuskript gedruckt 1894, Neuauflage von Max Niemeyer, Halle 1900
- Stammtafeln der Familie von Wulffen, erb- und schloßgesessen im Erzstift Magdeburg, Domstift Brandenburg und in den angrenzenden Landen, Halle 1896
- Die Familie der Grafen von Hohenthal, 1896
- Schönhausen und die Familie von Bismarck, Berlin 1897, 2. Aufl. 1898 Digitalisat 2. Aufl.
- Die Familie von Manteuffel – Freiherr Sächsisch-Niederlausitzer Linie, Berlin 1905
- Die Familie Zimmermann (v. Zimmermann) / 1. Abteilung. Urkundliche Nachrichten für die Geschichte und den Stammbaum des Geschlechts, 1905. DNB
- Die Familie von Manteuffel – Freiherrlich-Kurländische Linie, Berlin 1909
- Die Familie von Manteuffel – Stamm Polzin und Arnhausen des pommerschen Geschlechts, Berlin 1915
- Die Familie von Manteuffel – Stamm Poplow des pommerschen Geschlechts, Berlin 1913
- Das Geschlecht von Bismarck, Berlin 1908 Digitalisat
- Das Geschlecht von der Schulenburg, Bd.I–III, Beetzendorf 1897–1908
- Ahnentafel von Veltheim, in: Deutscher Herold 45 (1914)
- Das Geschlecht von Veltheim, 2 Bde., Halle 1912 Teil II Digitalisat
- Das Geschlecht derer von Barfuß, Freienwalde 1912
- Destedt, Halle 1916
- Das Geschlecht Wentzel (v. Wentzel). Buchdruck des Waisenhauses, Halle (Saale) 1916. DNB

### Weitere Arbeiten
- Genealogische Collectaneen, 4 Teile erschienen in: Vierteljahrsschrift für Heraldik, Sphragistik und Genealogie, 1887, 1889, 1890, 1893
- Stammbuchblätter deutscher Edelleute, in: Vierteljahrsschrift für Wappen-, Siegel- und Familienkunde 1906 und 1907, 34. und 35. Jahrgang, separat erschienen Berlin 1907